# Quello che non ti ho detto
Quello che non ti ho detto är det andra studioalbumet av den italienska musikgruppen Modà. Det gavs ut den 29 september 2006 och innehåller 13 låtar.

## Låtlista
| Nr  | Titel                      | Längd |
| --- | -------------------------- | ----- |
| 1.  | Quello che non ti ho detto | 4:01  |
| 2.  | Ti sento parte di me       | 3:51  |
| 3.  | Regina delle stelle        | 3:57  |
| 4.  | Grazie gente               | 3:35  |
| 5.  | Non dire no                | 3:45  |
| 6.  | Mia                        | 4:12  |
| 7.  | Sogno misfatto             | 3:49  |
| 8.  | Oltre un semplice sguardo  | 4:07  |
| 9.  | Semplice                   | 3:58  |
| 10. | Spirito libero             | 6:19  |
| 11. | Malinconico a metà         | 3:16  |
| 12. | Inverno a primavera        | 3:35  |
| 13. | Addormentati con me        | 8:09  |

## Listplaceringar
| Lista   | Topplacering |
| ------- | ------------ |
| Italien | 14           |